# ディエゴ・アルベロ
ディエゴ・アルベロ（Diego Arbelo、1994年8月19日 - ）は、ナシオナル、ルーアン・ノルマンディー・ラグビーに所属するラグビーユニオン選手。

## プロフィール
- ウルグアイ・モンテビデオ出身[1]。
- ポジションはプロップ(PR)。
- 身長 172cm、体重 113kg
- U20ウルグアイ代表に選ばれたことがある[2]。
- ウルグアイ代表キャップは28（2025年3月現在）でラグビーワールドカップ2019・ラグビーワールドカップ2023のウルグアイ代表に選ばれた[3][4]。

## 略歴
2019年、ペニャロールに加入。
その後コロルノを経て、2024年、ルーアンに加入。